# Bank Ludowy w Koźlu
Bank Ludowy w Koźlu (Volksbank e.G..m.u.H.) – międzywojenna instytucja oparta na formule Banku Ludowego działająca w Koźlu w latach 1903-1939, będąca centrum ruchu polskiego. 

## Historia
Przy Banku działały m.in.: Związek Młodzieży Polskiej na Śląsku Opolskim (od 1929 Związek Polskiej Młodzieży Katolickiej) i Górnośląskie Zjednoczenie Rolników (do 1930 Związek Kółek Rolniczych Górnego Śląska). Bank finansowo wspierał działalność gospodarczą i wszelkie formy pracy, polityczną, kulturalno-oświatową, wspomagał grupy młodzieżowe, kursy językowe, współfinansował wycieczki i pielgrzymki religijne do Polski. Dokumentacja i księgowość prowadzone byłe po polsku, natomiast korespondencja z władzami po niemiecku. Bank wydawał swoją własną gazetę – "Katolik", a od 1924 "Nowiny Codzienne".
Liczba członków wahała się od 937 (w lipcu 1922), przez 658 w 1926 i 902 w 1930. Lata 30 XX w. przyniosły stopniowy spadek, bilans ubytków, najczęściej wskutek rezygnacji z członkostwa, znacznie przewyższał coraz rzadsze akcesy – pod koniec 1938 roku było 509 członków, ale już w dniu 1 września 1939 zaledwie 425. Siła finansowa Banku Ludowego z biegiem lat raczej słabła. Wobec ograniczonej wypłacalności pożyczkobiorców, z reguły drobnych rolników, chronionych dodatkowo przez niemieckie rozporządzenia o oddłużaniu rolnictwa, pożyczek udzielano niewysokich (do 300 marek) i w coraz mniejszych ilościach. Wkłady oszczędnościowe z ponad 250 tys. reichsmarek w 1931 roku obniżyły się do niespełna 160 tys. w 1938, a w ostatnich miesiącach przed wybuchem wojny miało miejsce masowe wycofanie depozytów.
Siedziba banku znajdowała się w Kosel na Königstraße 19 (tł. ulicy Króla 19). Przejściowo Bank otworzył także swoją filię w Głogówku, która działała w okresie 1926-31, a następnie usamodzielniła się. Nie powiodły się próby otwarcia filii w Cisku.

## Władze
Prezesi:
- Michał Fabrowski (do lipca 1922),
- Jan Walenty Pichali (1922-1931),
- Józef Galia (1931-1939).

Ponadto w Zarządzie Banku uczestniczyli: Józef Drost i Ignacy Dziemba (lata 20.), Franciszek Gambor (od 1933) i Józef Planetorz (1933-1939). W Radzie Nadzorczej zasiadali m.in.: Teodor Gadziński z Opola, Piotr Jasiulek, Karol Wolny, Jan Witt, Józef Zganiacz, Franciszek Troll, Alojzy Próba, Jacek Juliusz i Alojzy Gabor.